# 馬克·比澤
馬克·比澤 （英語：Marc Bitzer，1965年—），是德國高階主管。他擔任惠而浦公司的首席執行官。

## 早年生活
1965年，比澤出生於德國，成長於瑞士。畢業於聖加侖大學工商管理碩士學位。

## 職業生涯
比澤的職業生涯始於波士頓諮詢公司，他在那裡擔任管理顧問並於1999年以副總裁的身份退休。之後，他於1999年加入惠而浦，並在2000年至2006年期間擔任惠而浦歐洲子公司的營銷、銷售和服務高級副總裁，隨後於2006年至2009年擔任該子公司的總裁。在2009年至2013年期間，他擔任惠而浦美國子公司的總裁。2013年至2016年，他負責惠而浦的EMEA（歐洲、中東和非洲）部門。他於2016年10月被任命為惠而浦的總裁兼首席運營官，同時成為董事會董事。他於2017年10月接替傑夫·費蒂格成為惠而浦的首席執行官。此外，比澤也是美國德國委員會的成員。

## 個人生活
比澤與妻子育有兩個孩子。他們住在密歇根州的聖約瑟。